# NGC 3544
NGC 3544 في الفهرس العام الجديد، هي مجرة، تقع في كوكبة الباطية. اكتشفت في 8 مارس 1790 بواسطة ويليام هيرشل.

## روابط خارجية
- NGC 3544 على موقع ويكي سكاي: DSS2, SDSS, GALEX, IRAS, Hydrogen α, X-Ray, Astrophoto, Sky Map, Articles and images